# L'occhio del male (film 2020)
L'occhio del male (Evil Eye) è un film del 2020 diretto da Elan Dassani e Rajeev Dassani. 
Pellicola horror prodotta da Blumhouse Television, filiale di Blumhouse Productions, distribuita in esclusiva da Prime Video. Il film è tratto dal romanzo omonimo di Madhuri Shekar, il quale è stato distribuito in esclusiva nel formato audiolibro. L'autrice è anche la sceneggiatrice del film.

## Trama
Usha è una donna indiana molto superstiziosa che desidera da sempre che sua figlia Poliavi si sposi: le idee della donna sono tuttavia poco compatibili con la vita della ragazza, che vive in America e conduce un'esistenza molto occidentale. Quando però la donna le organizza un incontro combinato con un ragazzo indiano, a causa di un ritardo di quest'ultimo Poliavi ne conosce un altro, il ricchissimo e bellissimo Sandeep. Le dinamiche nella coppia si sviluppano molto rapidamente, anche perché Sandeep è in grado di donarle immediatamente di un'indipendenza economica e a Poliavi non dispiace poter lasciare il lavoro per dedicarsi alla scrittura di un romanzo. Nonostante questo fosse ciò che Usha ha sempre desiderato per sua figlia, la donna nota troppe similitudini fra il ragazzo e un suo ex da cui aveva subito vessazioni e violenze. Inizialmente Usha teme semplicemente che la figlia rischi di vivere un'esperienza simile alla sua, ma presto si convince che Sandeep sia addirittura la reincarnazione del suo ex. La donna paga un investigatore per indagare sul passato del ragazzo, e ciò che scopre non è per nulla confortante.

## Produzione
Le riprese del film si sono tenute a New Orleans fra novembre e dicembre 2019.

## Distribuzione
Il film è stato reso disponibile sulla piattaforma Prime Video a partire dal 13 ottobre 2020.

## Accoglienza
Secondo l'aggregatore di recensioni Rotten Tomatoes, il film ha ottenuto un indice di gradimento del 47% e un voto di 5,4 sulla base di 45 recensioni. Su Metacritic il film ha invece ottenuto un voto di 54 su 100.